# Passiflora tarminiana

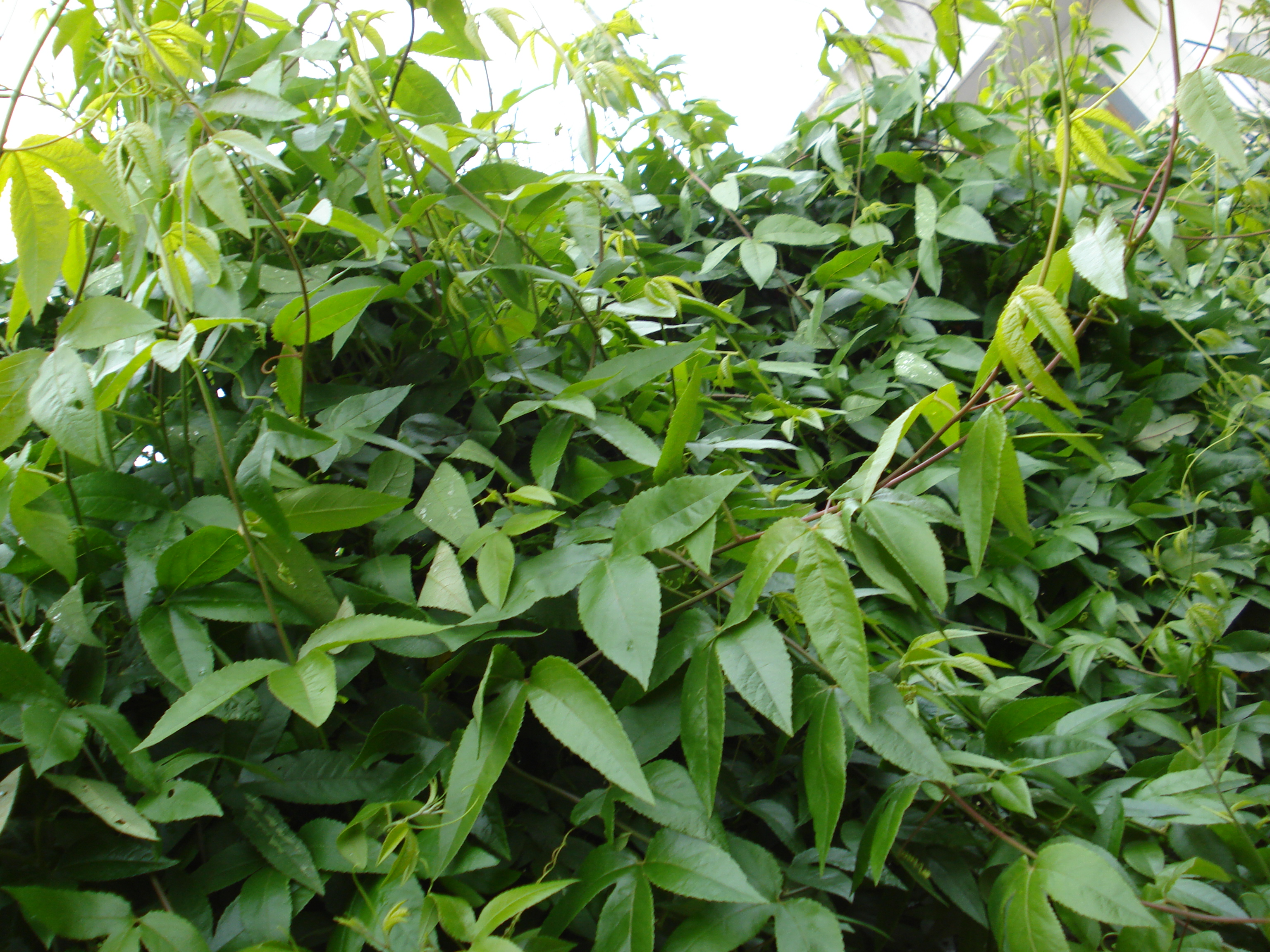
chioma con steli tomentosi a volte tendenti al viola

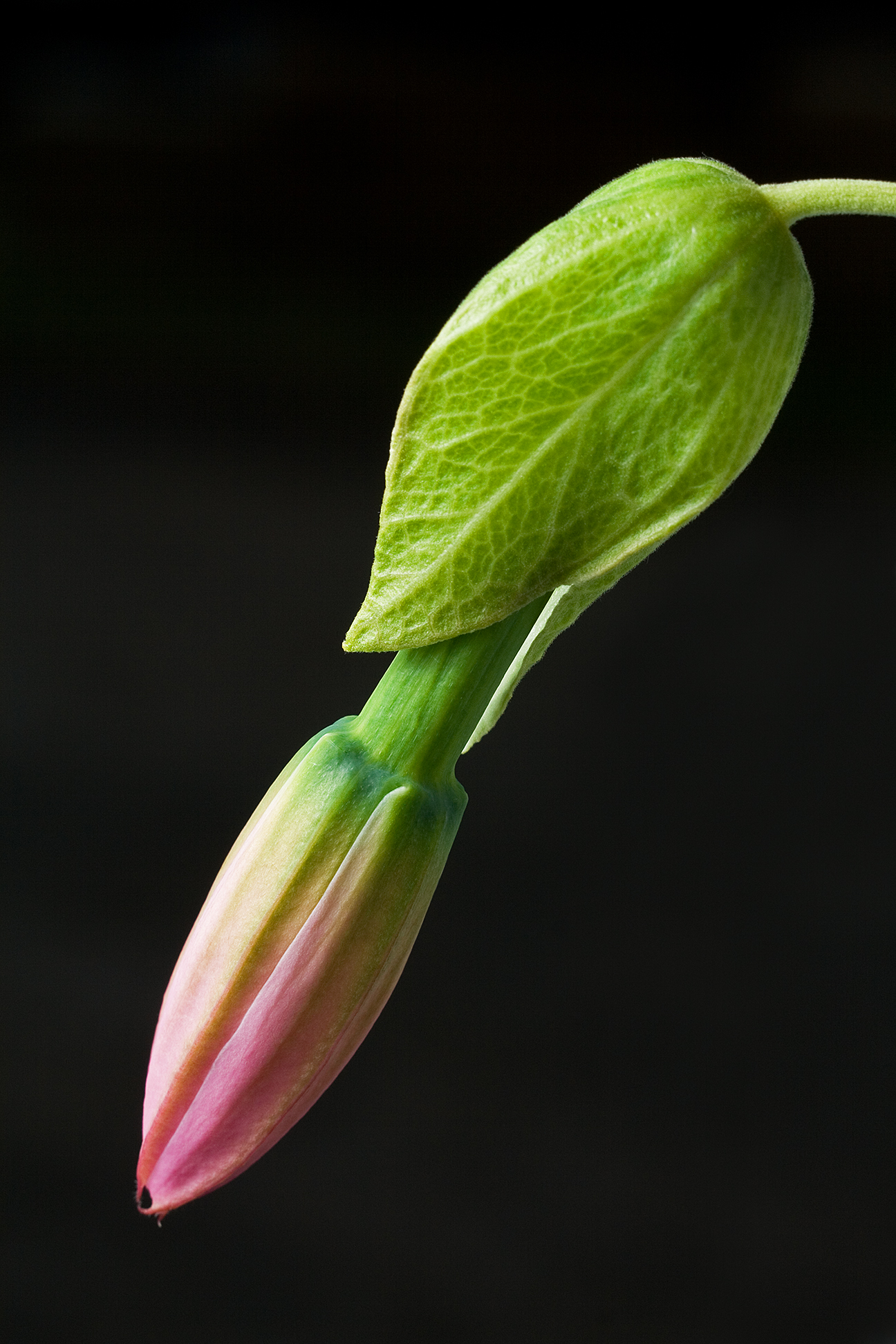
Boccio del fiore

Passiflora tarminiana Coppens & V.E. Barney, 2001 è una pianta appartenente alla famiglia Passifloraceae.
È nativa degli altopiani tropicali del Sudamerica ed è ora diffusa in diversi paesi. È considerata una specie invasiva nelle Hawaii e in Nuova Zelanda.

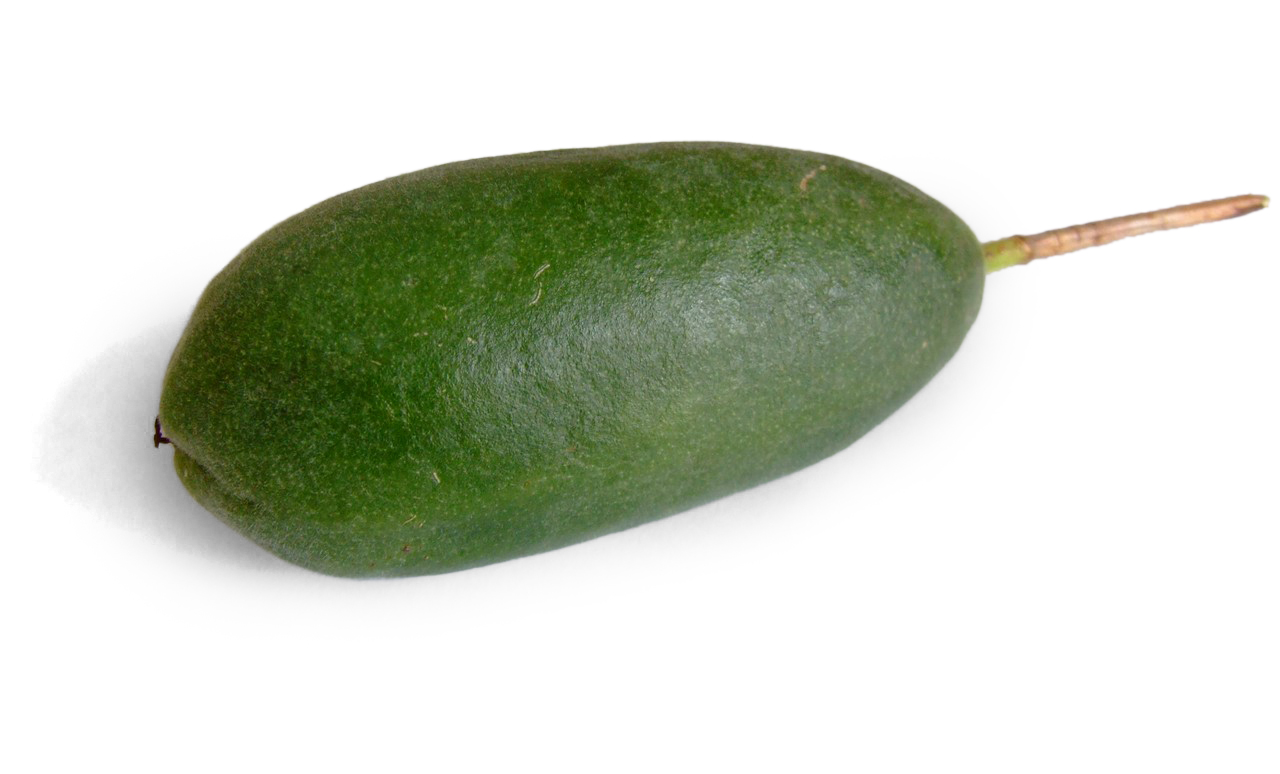
Curuba

## Descrizione
Passiflora tarminiana ha portamento rampicante con steli e piccioli pelosi. Nel punto in cui i piccioli delle foglie incontrano gli steli, vi sono stipole caduche , dalle 2 alle 7 ogni 2-3 millimetri . Le foglie sono trilobate, pelose nella parte sotto ma spesso lisce nella parte superiore. I fiori sono solitari e penduli. Il peduncolo è verde pallido, le brattee racchiudono una camera contenente il nettare. Il tubo fiorale (ipanzio) è verde pallido ed è lungo 6–8 cm e largo 0.7–1 cm, mentre i sepali e i petali sono rosa, lunghi circa 3–6 cm, e perpendicolari al tubo fiorale, o a volte retroflessi. Il frutto ha le estremità affusolate, ed è lungo 10–14 cm e largo 3.5-4.5 cm, quando è maturo è di colore giallo, tendente all'arancio. I frutti contengono molti semi avvolti in un arillo il quale è proprio la parte commestibile.
P. tarminiana si distingue da P. tripartita var. mollissima per diversi aspetti. P. tarminiana ha stipole piccole e caduche mentre P. tripartita var. mollissima le ha più grandi e persistenti. Sia sepali che petali in P. tarminiana sono perpendicolari o retroflessi rispetto all'asse fiorale, mentre non sono mai completamente aperti in P. tripartita var. mollissima e risultano anche più corti in relazione alla lunghezza del tubo fiorale in P. tripartita var. mollissima.

## Biologia
Diversamente da molte specie di Passiflora, P. tarminiana è auto compatibile, caratteristica non considerata importante in natura. In Sud America si pensa che i maggiori impollinatori siano i colibrì o grosse api, mentre alle Hawaii si sono possono spesso osservare uccelli prendere il nettare senza trasferire il polline, e quindi sono api ed altri insetti a garantire la riproduzione della specie.
Alle Hawaii i semi sono dispersi da animali frugivori. Senza dubbio i più importanti diffusori delle Hawaii sono i suini selvatici, i quali mangiano i frutti caduti che contengono i semi maturi che, dopo aver attraversato integri l'intestino, vengono rilasciati attraverso le feci. La germinazione non è favorita dalla presenza di feci sui semi, ma questi stessi animali con loro passaggio rendono il terreno un ambiente più adatto per la germinazione della P. tarminiana. Essendo il territorio dei suini grande circa 1/3 kilometri quadrati , essi contribuiscono più a una espansione periferica della P. tarminiana. piuttosto che ad una diffusione su lunga distanza.
P. tarminiana invade sia la foresta più aperta che quella più fitta alle Hawaii. Cresce più rapidamente in pieno sole ma tollera comunque l'ombra. La crescita può comunque risultare fortemente limitata da intensità di luce inferiori al 2%. Nei casi in cui la copertura forestale sia in gran parte intatta,  P. tarminiana invade i vuoti che si formano quando gli alberi cadono o muoiono.
P. tarminiana ibrida con altri membri del subgenere Tacsonia.

## Distribuzione e habitat
P. tarminiana è nativa degli altopiani del sud America tropicale, ma l'esatta zona di origine è incerta. È stata trovata sugli altopiani colombiani, venezuelani, peruviani e sud ecuadoregni dove è coltivata a circa 2000-3000 metri. 
È stata naturalizzata in Australia, Guam, Hawaii, Nuova Zelanda e Zimbabwe. Sia alle Hawaii che in Nuova Zelanda viene considerata come una specie invasiva.
Viene comunemente coltivata in California, Riunione, Messico, Panama e Papua Nuova Guinea.

## Tassonomia
Il corretto posizionamento tassonomico di questa specie è stato problematico per diversi anni. In sud America è stato catalogato sotto P. cumbalensis, P. mollissima o P. tripartita (la specie che ora include la P. mollissima), o come un ibrido. Alle Hawaii fu riportata come P. mollissima. In Nuova Zelanda fu inclusa sotto la P. mixta ma comunque alcune fonti la chiamano ancora con il nome P. mollissima. Fu descritta come specie a sé solo nel 2001 ed il nome scientifico di questa specie è un tributo a Tarmín Campos, un agronomo colombiano che si è a lungo occupato dello studio di questa specie.
I nomi comuni per la P. tarminiana sono banana passionfruit (Australia, Nuova Zelanda, Africa e Hawaii), curuba India, curuba ecuatoriana, curuba quiteña (Colombia), tacso amarillo (Ecuador), tumbo (Perú), banana pōka (Hawaii) (nella lingua hawaiana la parola pōka è riferita ai viticci), banana passionfruit del nord (Nuova Zelanda).

## Usi

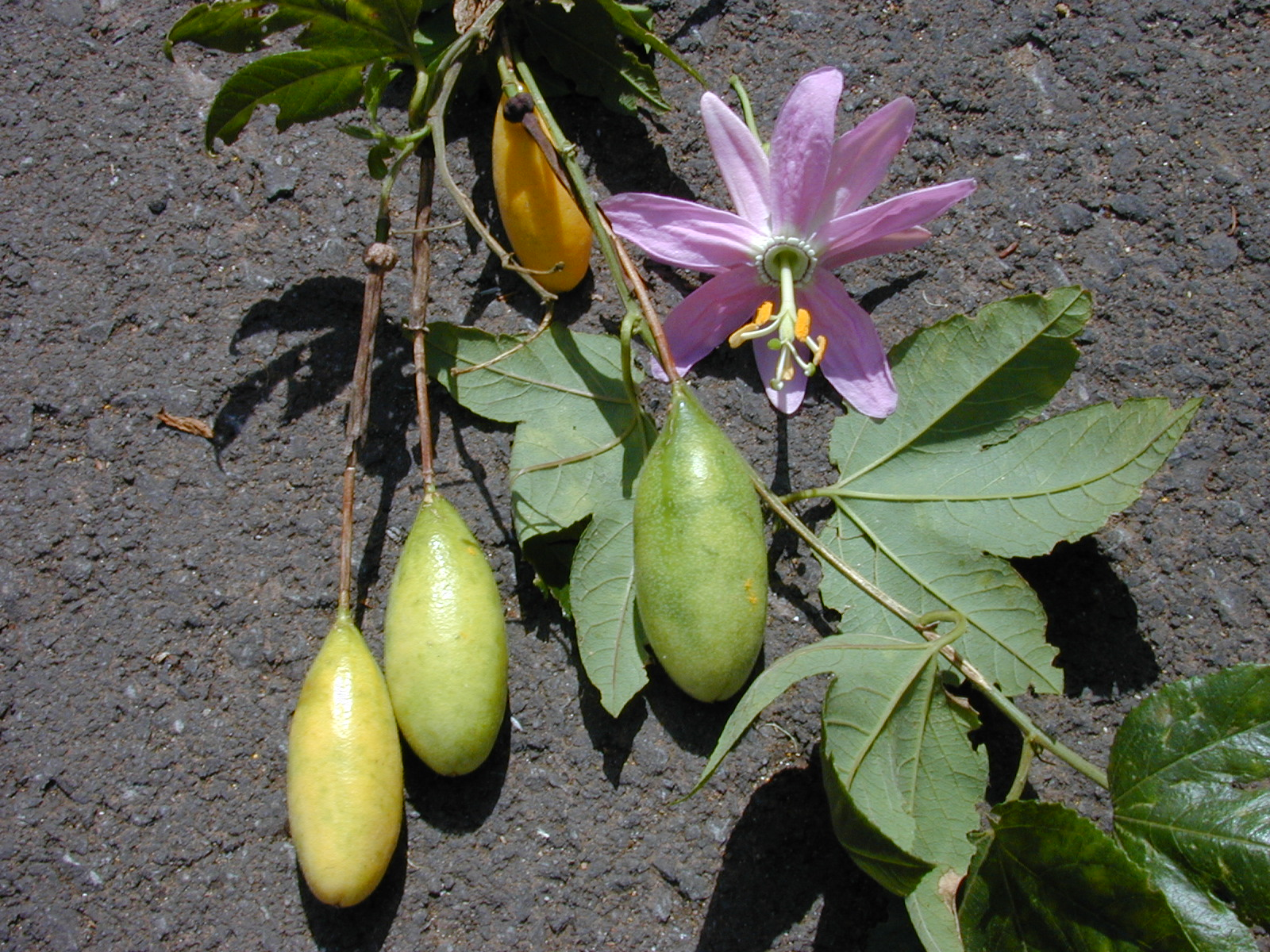
Frutti e fiori

La Passiflora tarminiana è coltivata per i suoi frutti commestibili, ed è la seconda specie più coltivata in Sud America dopo la P. tripartita var. mollissima, ed è inoltre considerata più resistente di quest'ultima. I frutti vengono consumati in Nuova Zelanda, ma non alle Hawaii, dove sono considerati insipidi.
I fiori, di un rosa intenso, e la virente chioma (a volte violacea), permettono di considerarla una pianta ornamentale.

## Controllo
Alle Hawaii sono stati liberati tre agenti biologici per il controllo della Passiflora tarminiana. Septoria passiflorae, un fungo, è stato introdotto nel 1996. Questo è stato il più epidemico ed ha ridotto la biomassa della P. tarminiana. Il fungo per svilupparsi ha bisogno di vento e pioggia e in alcune aree, per mantenerne l'effetto, sono necessari ripetuti inoculi. In seguito sono state introdotte altre due specie: la "Cyanotricha necryia", che non si è stabilita, e la "Pyrausta perelegans", che ha subito sostanziali livelli di parassitismo delle uova e non si è diffusa.
I metodi di controllo chimici e fisici sono generalmente inefficaci e costosi alle Hawaii, mentre il glyphosate è stato usato con successo per il controllo della P. tarminiana nella foresta di Acacia koa.
In alcune zone della Nuova Zelanda l'infestazione della P. tarminiana è controllata dall'agenzia di gestione del territorio .Il controllo è fatto sia fisicamente(estirpando le piantine) sia con erbicidi . La ricerca per poter utilizzare un metodo di controllo biologico è in corso anche in Nuova Zelanda. La specie Septoria delle Hawaii è stata testata, ma è risultata dannosa anche per la Passiflora edulis che è commercialmente coltivata in Nuova Zelanda. Attualmente il fungo "Pyrausta perelegans" è in via di test per lo spettro d'ospite.